# 권희 묘
권희 묘는 대한민국 경기도 연천군 백학면 두현리에 있다. 2013년 11월 25일 연천군의 향토문화재 제20호로 지정되었다.

## 개요
권희(1547~ 1624)는 1호조참판 겸 동지춘추관사로서 『명종실록』의 편찬에 참여했다. 1623년 한성부 좌윤·형조참판에 제수되었고, 1624년에는 임진왜란 때 왕조의 신주를 모신 공으로 자헌대부에 올랐다.